# 제이슨 루이스
제이슨 루이스(Jason Lewis, 1971년 6월 25일 ~ )는 미국의 배우이다.

## 출연 작품
- 나의 발리우드 신부
- 섹스앤더시티